# Ruyigi (stad)
Ruyigi is een stad in het oosten van Burundi, nabij de grens met Tanzania en het bestuurlijk centrum van de gelijknamige Burundische provincie Ruyigi. De stad telde 2.377 inwoners bij de volkstelling van 1990. 
Het is een handwerk- en handelscentrum voor koffie en vee. Er worden bakstenen en tegels gefabriceerd.

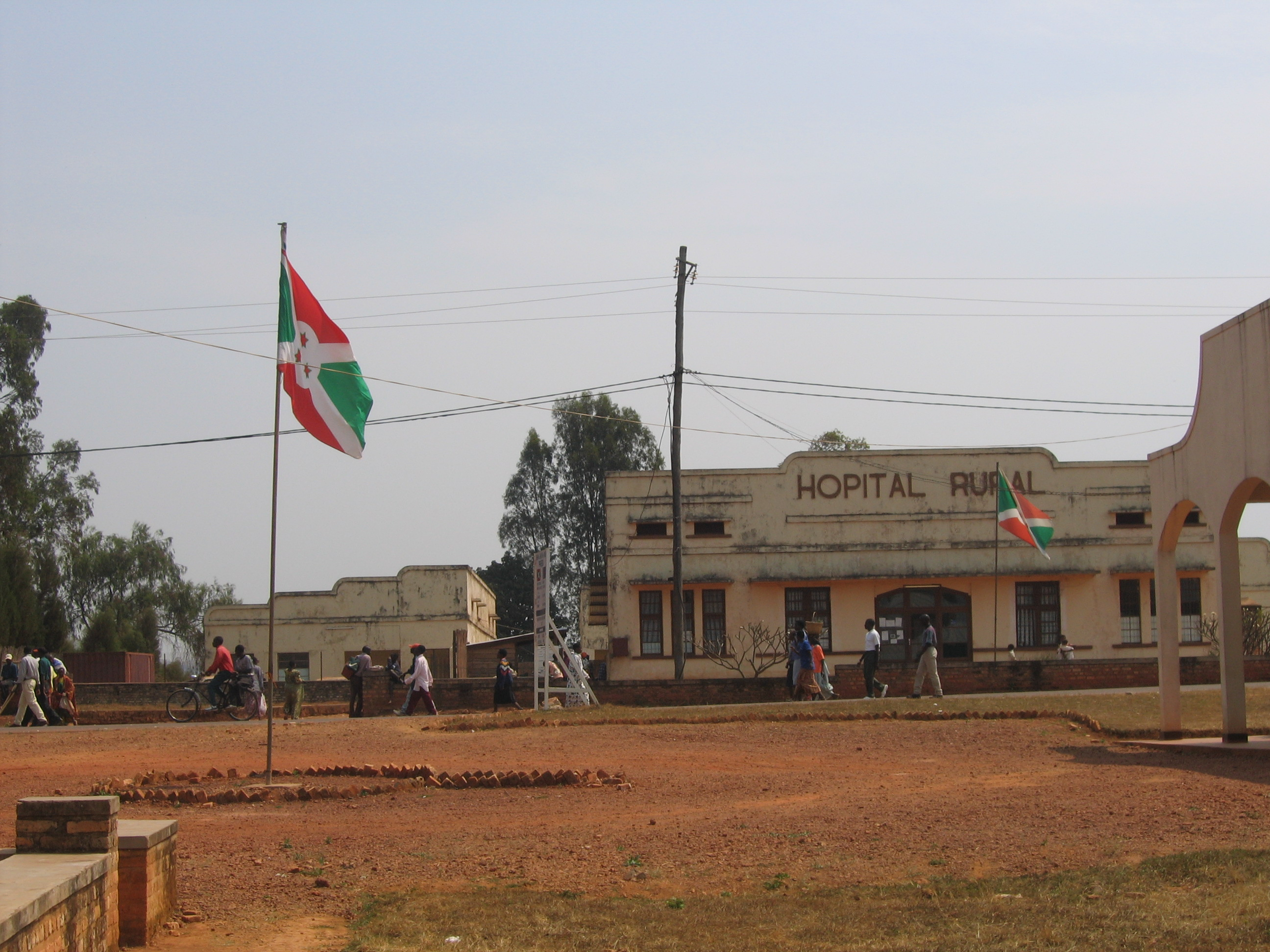
Ziekenhuis in Ruyigi